# Fairview (California)
Fairview es un lugar designado por el censo (en inglés, census-designated place, CDP) ubicado en el condado de Alameda, California, Estados Unidos. Según el censo de 2020, tiene una población de  11 341 habitantes.

## Geografía
La localidad está ubicada en las coordenadas 37°40′40″N 122°2′40″O / 37.67778, -122.04444 (37.677667, -122.044434). Según la Oficina del Censo, tiene un superficie total de 7.76 km², de la cual 7.70 km² corresponden a tierra firme y 0.06 km² están cubiertos de agua.

## Demografía
Según el censo de 2000, en ese momento los ingresos medios de los hogares de la localidad eran de $76,647 y los ingresos medios de las familias eran de $84,027. Los hombres tenían ingresos medios por $50,705 frente a los $41,599 que percibían las mujeres. Los ingresos per cápita eran de $28,950. Alrededor del 6.4% de la población estaba por debajo del umbral de pobreza.
De acuerdo con la estimación 2017-2021 de la Oficina del Censo, los ingresos medios de los hogares de la localidad son de $135,880 y los ingresos medios de las familias son de $142,845. Los ingresos medios en los últimos doce meses, medidos en dólares de 2021, son de $60,363. Alrededor del 2.4% de la población está por debajo del umbral de pobreza.